# Aspiduchus rothi
Aspiduchus rothi är en kackerlacksart som beskrevs av Eliécer E. Gutiérrez och Perez-Gélabert 200. Aspiduchus rothi ingår i släktet Aspiduchus och familjen jättekackerlackor.
Artens utbredningsområde är Dominikanska republiken. Inga underarter finns listade.